# Dicranomyia (Dicranomyia) illustris
Dicranomyia (Dicranomyia) illustris is een tweevleugelige uit de familie steltmuggen (Limoniidae). De soort komt voor in het Nearctisch gebied.